# Cameraria virgulata
Cameraria virgulata är en fjärilsart som först beskrevs av Edward Meyrick 1914.  Cameraria virgulata ingår i släktet Cameraria och familjen styltmalar.
Artens utbredningsområde är Nepal. Inga underarter finns listade i Catalogue of Life.